# Johann Zöttl
Johann Zöttl war ein bayerischer Landwirt und Politiker.

## Werdegang
Zöttl war Landwirt in Altheim bei Landshut. Bei der Landtagswahl am 7. Dezember 1848 zog er im Wahlbezirk Landshut als Abgeordneter in den Bayerischen Landtag ein. Wegen Krankheit wurde er am 17. Mai 1849 aus der Kammer entlassen.